# Prefeitura de São Francisco
A Prefeitura de São Francisco (em inglês:  San Francisco City Hall), é a sede do órgão administrativo da cidade estadunidense de São Francisco. Localizado no Centro Cívico da cidade, o prédio foi inaugurado em 1915, como parte do projeto arquitetônico City Beautiful Movement. A cúpula sobre o prédio é a quinta maior do mundo, sendo maior inclusive do que a cúpula do Capitólio dos Estados Unidos.
O prédio atual foi projetado por Arthur Brown, Jr., da Bakewell & Brown, em substituição ao anterior completamente destruído pelo Terremoto de 1906. Brown também concebeu outros prédios importantes da cidade, como Ópera de São Francisco e a Coit Tower. As plantas do projeto estão preservadas pela Universidade da Califórnia.